# Сосенко Петро
Петро Сосенко (1900 — 1937) — правник родом з Галичини, син Ксенофонта Сосенка, співпрацівник Комісії звичаєвого права та історії українського права при ВУАН; 1933 засланий.
Праці: «Основні питання сучасного соціалістичного радянського устрою» (1924), «Правно-історичний розвиток людських імен та назв і значіння метрикальних книг для історії права» («Праці Комісії для виучування історії західно-руського та українського права», випуск VI, 1929) та «Каптурові суди на Україні» (там же, випуск VII, 1930, у світ не вийшов).